# Финдыш, Владислав
Влади́слав Фи́ндыш (пол. Władysław Findysz; 13.12.1907 г., Кросно, Польша — 21.08.1964 г., Новы-Жмигруд, Польша) — блаженный Римско-католической церкви, католический священник, мученик.

## Биография
Владислав Финдыш родился 13 декабря 1907 года в селе Кросценко-Нижнем (сегодня часть Кросно). Окончил гимназию имени Коперника в Кросно. В 1927 году вступил в Высшую духовную семинарию в Пшемысле. 19 июня 1932 года Владислав Финдыш был рукоположён в священника. С 1939 по 1940 год служил администратором прихода в Стшижуве. С 1941 года был настоятелем церкви святых Петра и Павла в селе Новы-Жмигруд.
Во время Второй мировой войны Владислав Фирдыш занимался благотворительной деятельностью, за что в 1944 году был выслан германскими оккупационными властями из Новы-Жмигруда. В январе 1945 года вернулся в Новы-Жмигруд. В это время он был под наблюдением Министерства общественной безопасности. За свою пастырскую деятельность был в заключении в Жешувском замке.
В 1963 году Владислав Финдыш был снова арестован и приговорён к лишению свободы на два с половиной года. Находился в заключении в Жешувском замке и в краковской тюрьме Монтелюпих. По состоянию здоровья был выпущен из заключения 29 февраля 1964 года.
21 августа 1964 года Владислав Финдыш скончался.

## Прославление
27 июня 2000 года начался епархиальный процесс причисления Владислава Финдыша к лику блаженных.
Владислав Финдыш был беатифицирован 19 июня 2005 года римским папой Бенедиктом XVI .
День памяти — 23 августа.
Мощи блаженного Владислава Финдыша находятся в церкви святых Петра и Павла в селе Новы-Жмигруд.

## Источник
- Биография  (итал.)
- Биография  (англ.)
- Сайт, посвященный Владиславу Финдышу  (пол.)